# Даутов, Зикаф Набиевич
Зикаф Набиевич Даутов  (1 мая 1935, дер. Бадряш Янаульского района БАССР — 4 января 2020, Уфа, Башкортостан) — оператор установки серно-кислотного алкилирования Уфимского нефтеперерабатывающего завода, Герой Социалистического Труда. Отличник нефтяной промышленности СССР (1971).

## Биография
Зикаф Набиевич Даутов родился 1 мая 1935 года.
Образование — среднее специальное, в 1972 г. окончил Уфимский нефтяной техникум.
Трудовую деятельность начал в 1954 г. после окончания Черниковского ремесленного училища № 5 помощником оператора установки серно-кислотного алкилирования Уфимского нефтеперерабатывающего завода. Затем работал оператором, с 1966 г. — старшим оператором установки.
В 1962 году 3. Н. Даутов принимал активное участие в освоении нового производства на заводе каталитического обессеривания дизельного топлива. Установка подобного типа была первой в отечественной промышленности. В результате творческой работы коллектива бригады, возглавляемого 3. Н. Даутовым, за годы восьмой пятилетки (1966—1970) мощность установки была увеличена в полтора раза.
Как опытный рабочий-специалист, быстро внедряющий новые процессы, в 1966 г. 3. Н. Даутов был переведен на пуск производства газовой серы, освоенного в короткий срок. План восьмой пятилетки по производству серы выполнил досрочно — к 20 октября 1970 г., а план 1970 г. — к 15 декабря. Сверх плана выработал более 3 тысяч тонн продукции, сэкономил 2,6 % пара, 2,7 % электроэнергии. За годы пятилетки коллектив установки дважды выходил победителем Всесоюзного социалистического соревнования.
3. Н. Даутов внёс 19 рационализаторских предложений, экономический эффект от внедрения которых составил более 20 тысяч рублей. Свой богатый профессиональный опыт передавал товарищам по работе. В 1966—1970 гг. он помог освоить профессию оператора 18 молодым рабочим.
За выдающиеся успехи в выполнении заданий пятилетнего плана Указом Президиума Верховного Совета СССР от 20 апреля 1971 г. 3. Н. Даутову присвоено звание Героя Социалистического Труда.
Работал на заводе до 1998 года, жил в Уфе до своей смерти.
Имя 3. Н. Даутова занесено в Книгу почёта Министерства нефтеперерабатывающей и нефтехимической промышленности СССР, Книгу Трудовой Славы Башкирской АССР.

## Награды
- Герой Социалистического Труда (1971)
- Награждён орденами Ленина (1971, 1975), медалями, Почётной грамотой Президиума Верховного Совета Башкирской АССР (1968).
- Отличник нефтяной промышленности СССР (1971).